# Protopunk
Protopunk ist eine Bezeichnung für eine Reihe von Bands, die als Wegbereiter des Punk gelten oder die von frühen Punkbands als großer Einfluss angeführt werden. Der Begriff des Protopunk lässt sich allerdings nur schwer abgrenzen und konkret definieren. Oftmals werden beispielsweise nur eine bestimmte Einstellung anstatt musikalischer Ähnlichkeiten als Bezugspunkte herangezogen.

## Geschichte
Die meisten der dem Genre Protopunk zugerechneten Bands kommen aus dem US-amerikanischen Rock ’n’ Roll der 1960er- und frühen 1970er-Jahre. Der Garage Rock – für den unter anderem die Vermischung von Elementen aus Avantgarde sowie Bands des als British Invasion bezeichneten Erfolgs britischer Bands in den USA der 1960er-Jahre nebst deren Texten über Drogen und Sex eine Inspirationsquelle war – gilt gemeinhin als einflussreich für den Protopunk. Auch die erste Ska-Welle beeinflusste Punk und führte zur Einführung des Offbeats, den man heute immer noch im Punk finden kann. Einen großen Einfluss hatten Bands des Detroit Rock, der sich in und um die Stadt Detroit entwickelte, sowie ähnliche Strömungen vor allem in England, die als Pub Rock zusammengefasst werden.
Bands wie The Velvet Underground, MC5, The Dictators, The Stooges, die New York Dolls, The Monks, Mott the Hoople oder – bereits in der ersten Hälfte der 1960er-Jahre – The Sonics legten mit ihren minimalistischen Gitarrenriffs und aggressiven Rhythmen den Grundstein für die ab etwa 1974 aufkeimende Punkwelle. Die erstmals 1972 veröffentlichte Kompilation Nuggets stellt eine Sammlung roher und reduzierter Aufnahmen US-amerikanischer Garage-Rock-Bands der 1960er Jahre dar und gilt als einflussreich für die Entwicklung des Punk.
Eine direkte personelle Verbindung zwischen den dem Protopunk zugerechneten Bands und Punk besteht in der Person des US-amerikanischen Band-Managers Danny Fields, der zunächst die Bands MC5 und The Stooges, und ab 1975 die Punkband Ramones managte. Neben dem Punk beeinflusste dieser kreative  Bereich jedoch auch andere Rockströmungen, vor allem den Progressive Rock, den Glam Rock und auch den No Wave.